# Melaloncha calatha
Melaloncha calatha är en tvåvingeart som beskrevs av Brown 2006. Melaloncha calatha ingår i släktet Melaloncha och familjen puckelflugor.
Artens utbredningsområde är Bolivia. Inga underarter finns listade i Catalogue of Life.